# John-Antoine Nau

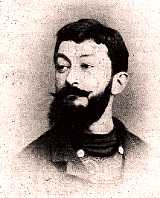
John-Antoine Nau

John-Antoine Nau (San Francisco, 19 november 1860 - Tréboul (Douarnenez), 17 maart 1918) was een Frans schrijver en dichter. Hij was de eerste winnaar van de Prix Goncourt in 1903.
Hij werd geboren als Eugène Torquet uit Franse ouders die naar de Verenigde Staten waren geëmigreerd. Als 21-jarige monsterde hij aan op een driemaster die voer in de Caraïbische Zee. Hij verbleef achtereenvolgens in Martinique, Spanje, de Canarische eilanden en Portugal. Voor de uitgave van zijn eerst dichtbundel, Au seuil de l’espoir, koos hij het pseudoniem John-Antoine Nau. Zijn debuutroman Force ennemie was succesvol en leverde hem in 1903 de Prix Goncourt op. Nau wijdde zich afwisselend aan poëzie en literatuur en hield er een avontuurlijk leven op na. Hij was een vriend van Appolinaire en verbleef achtereenvolgens in Algiers, Corsica en Rouen. Hij overleed op 57-jarige leeftijd aan een ziekte in Tréboul in Bretagne.